# .zm
Pour les articles homonymes, voir zm.
.zm est le domaine de premier niveau national (country code top level domain : ccTLD) réservé à la Zambie.